# Walter Warlimont
Walter Warlimont (Osnabrück, Alemania; 3 de octubre de 1895-Kreuth, Baviera; 9 de octubre de 1976) fue un general de artillería de la Wehrmacht, Jefe Adjunto de Operaciones en el Estado Mayor del OKW, estratega militar y oficial de enlace de Wilhelm Keitel ante Hitler.

## Biografía
Warlimont nació en Osnabrück en la Baja Sajonia, era hijo de un empresario de la publicidad. Ingresó al Ejército en 1913 a la edad de 18 años y para cuando estalló la Primera Guerra Mundial era cadete, fue ascendido a alférez y colocado a cargo de un emplazamiento artillero en el batalla del Marne y en Italia, donde se destacó por su desempeño en combate llegando a comandante de batería. Terminada la guerra pasó a formar filas con el Freikorps, contingentes radicalizados de la derecha donde combatió a los comunistas en la frontera para luego pasar a unirse al Reichswehr en 1922, sirviendo en la Artillería del 6.º Ejército. Ese mismo año fue seleccionado para realizar el curso de oficial de Estado Mayor, por lo que con el grado de teniente realizó dicho curso que incluyó en 1926 ser destinado como oficial visitante a Inglaterra y al Ejército de los Estados Unidos en 1929.
Al inicio de la guerra civil española en 1936 fue ascendido a teniente coronel y asignado como plenipotenciario militar y enlace del mariscal Werner von Blomberg ante el general Francisco Franco hasta 1937 en que fue ascendido a coronel. A su regreso a Alemania se le confió el mando del 26.º Regimiento de Artillería de Dusseldorf.
En 1937, Warlimont redactó el llamado Memorandum Warlimont que serviría de base para formar el nuevo Estado Mayor General de la Wehrmacht (OKW), que aunaba al Ejército bajo el mando de un solo comandante supremo, Adolf Hitler. Warlimont fue recompensado con el nombramiento de Jefe de Operaciones del OKH bajo el mando del general Alfred Jodl.

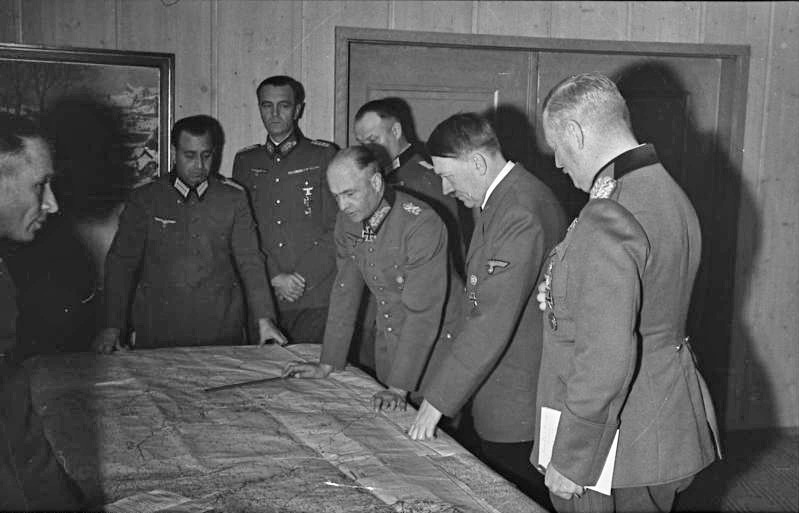
Warlimont (en la cabecera de mesa al fondo) junto a Friedrich Paulus, Hitler, Wilhelm Keitel y Walther von Brauchitsch estudiando el desarrollo de la Operación Barbarroja en octubre de 1941

Warlimont se desempeñó como Jefe de la Defensa Nacional entre 1938 y septiembre de 1939 , en los inicios de la Segunda Guerra Mundial. En 1939 pasó a ser Jefe Adjunto de Operaciones del Personal del OKW bajo el mando del mariscal Wilhelm Keitel. Warlimont se encargaba de evaluar las operaciones militares y además documentaba las órdenes verbales de Hitler en forma de Órdenes del Oberkommando der Heeres y participó activamente en las reuniones del Estado Mayor del Ejército durante la guerra como estratega e ideólogo de las más importantes operaciones militares alemanas. Warlimont fue uno de los gestores técnicos de las operaciones involucradas en la Invasión de Polonia y fue quien preparó el anteproyecto de la Operación Barbarroja, un plan para invadir en el futuro cercano a la Unión Soviética.
Warlimont rubricó la Orden N.º 44822 del 6 de junio de 1941 referente a la Orden de los Comisarios para ser distribuida a las comandancias de ejército en el Frente del Este. 
En 1942 fue ascendido a teniente general y en abril de 1944 pasó al grado de General de Artillería oficiando en el mismo cargo en el Dirección de Operaciones del Personal del Ejército. Warlimont llegó a ser uno de los hombres de confianza de Hitler, al mismo nivel de Keitel y Jodl.
Warlimont escapó con heridas superficiales y conmoción cerebral leve del atentado del 20 de julio de 1944 perpetrado por el coronel Claus von Stauffenberg. Ese mismo día, Warlimont se contactó con el mariscal Günther von Kluge para solicitarle que se desenmarcara del Putsch contra Hitler. Por esta razón, Warlimont fue considerado como sospechoso de ser conspirador; pero no se efectuaron acciones drásticas en su contra, manteniéndole Hitler en sus funciones. Von Kluge fue involucrado como conspirador al poco tiempo después. Warlimont negó el haber estado involucrado en el Putsch, pero la desconfianza y distanciamiento demostrada por Hitler le produjo una gran desilusión. Fue enviado a Francia para entrevistarse con Friedrich Ruge, ayudante del mariscal Erwin Rommel (herido por ataque aéreo) acerca del deterioro de la situación en Normandía y solicitó al general Jodl la intervención inmediata de fuerzas Panzer, sin embargo la respuesta favorable a la petición de Warlimont llegó tarde cuando ya los aliados habían consolidado sus posiciones. Alfred Jodl había tomado la decisión de hacer de Warlimont un Jefe de Estado Mayor; pero Warlimont se negó causando el distanciamiento entre ambos militares.
Como consecuencia del atentado, Warlimont comenzó a sufrir de Vertiginosis y hubo de ser trasladado al Ejército de Reserva.

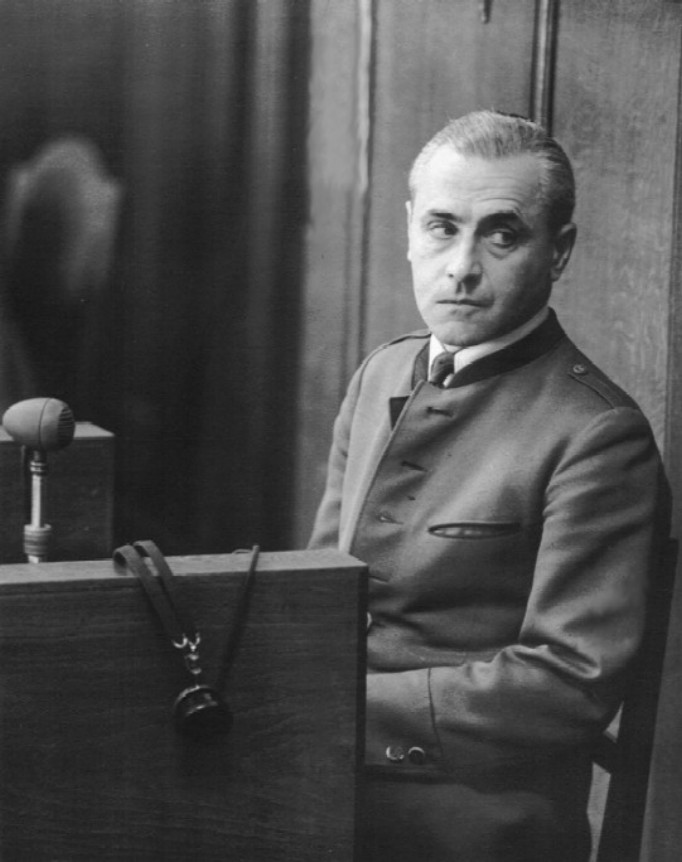
Walter Warlimont como testigo de cargo en el Juicio del Alto Mando

Después de la derrota alemana, Warlimont fue detenido por las fuerzas estadounidenses siendo considerado prisionero principal, fue juzgado por un tribunal militar de Estados Unidos en Núremberg en el Juicio del Alto Mando y condenado a cadena perpetua, siendo el cargo de peso la emisión de la Orden de los Comisarios, Warlimont intentó alegar que el efecto de dicha orden en principio muy drástica, había sido mitigada en parte por su propia intervención. En 1946, sirvió como testigo de cargo en los Juicios de Núremberg y se le redujo la condena a 18 años en 1951 bajándosele el estatus a prisionero de 2.ª categoría. Sin embargo, fue liberado en 1957 bajo una ley de amnistía.
En su vida final, Warlimont escribió el libro Dentro del Cuartel General de Hitler: 1939-1945 que fue publicado en 1964 y cedió entrevistas a algunos medios. Falleció el 9 de octubre de 1976 a los 81 años.